# Агінський міський округ
Агі́нський міський округ (рос. Агинский городской округ) — міський округ у складі Забайкальського краю Російської Федерації.
Адміністративний центр — селище міського типу Агінське.

## Населення
Населення — 17904 особи (2019; 15667 в 2010, 11817 у 2002).

## Населені пункти
| Населений пункт                | Населення, осіб (2002) | Населення, осіб (2010) |
| ------------------------------ | ---------------------- | ---------------------- |
| Агінське, селище міського типу | 11717                  | 15596                  |
| Хусатуй, село                  | 100                    | 71                     |